# She’s Country
«She’s Country» — песня американского кантри-певца Джейсона Алдина, вышедшая 1 декабря 2008 года в качестве 1-го сингла с его третьего студийного альбома  Wide Open (2009). Песню написали Дэнни Майрик и Бриджет Татум. Продюсером был Майкл Кнокс. Сингл достиг первого места в кантри-чарте Hot Country Songs (став для Джейсона Алдина его 2-м чарттоппером и первым из трёх подряд с текущего альбома; его первая песня на вершине после сингла «Why» 2006 года).
Песня была сертифицирована в 2-кр. платиновом статусе RIAA и получила смешанные отзывы музыкальной критики и интернет-изданий.

## Чарты
| Чарт (2008-09)                      | Высшая позиция |
| ----------------------------------- | -------------- |
| Канада (Billboard Canadian Hot 100) | 90             |
| США (Billboard Hot 100)             | 29             |
| США (Billboard Hot Country Songs)   | 1              |

## Итоговые годовые чарты
| Чарт (2009)                  | Позиция |
| ---------------------------- | ------- |
| US Country Songs (Billboard) | 14      |